# Tårarna vattnar fattigas jord
Tårarna vattnar fattigas jord är en psalm vars text är skriven av Jonas Jonson. Musiken är skriven av Anna Cederberg-Orreteg.
Musikarrangemanget i Psalmer i 2000-talets koralbok finns i två versioner. Den ena är gjort av Håkan Martinson och den andra av Anna Cederberg-Orreteg.

## Publicerad som
- Nr 832 i Psalmer i 2000-talet under rubriken "Människosyn, människan i Guds hand".
- Nr 943 i Sång i Guds värld Tillägg till Svensk psalmbok för den evangelisk-lutherska kyrkan i Finland 2015 under rubriken "Framtid och hoppet".